# توني كاسترو
توني كاسترو (بالإنجليزية: Tony Castro)‏ هو مهندس بريطاني، ولد في القرن العشرين.